# Кентленд (Индиана)
Кентленд (англ. Kentland) — город и административный центр округа Ньютон в штате Индиана в Соединённых Штатах Америки.
Согласно данным переписи населения США 2020 года число жителей города 
составляло 1641 человек, что, для такого небольшого населённого пункта, существенно меньше (− 6.1%), чем было во время предыдущей переписи проводившейся в 2010 году (1748 человек).

## История
Город был основан в 1860 году и сперва назывался просто «Кент», но потом, во избежание путаницы с другими населёнными пунктами его изменили на Кентленд. Назван в честь Александра Дж. Кента, который приобрел тогда болотистую местность и подготовил её к застройке. Вскоре поселение стало административным центром округа Ньютон.
В 2008 году здание окружного суда в Кентленде было включено в Национальный реестр исторических мест США.

## География
Согласно данным Бюро переписи населения США от 2010 года, общая площадь Кентленда составляет 1,53 квадратных мили (3,96 км2), вся эта территория приходится на сушу.